# Monanthes minima
Monanthes minima ist eine Pflanzenart aus der Gattung Monanthes in der Familie der Dickblattgewächse (Crassulaceae). Das Artepitheton minima stammt aus dem Lateinischen, bedeutet ‚sehr klein‘ und verweist auf die Größe der Pflanzen.

## Beschreibung

### Vegetative Merkmale
Monanthes minima ist eine ausdauernde, einzelne oder selten sprossende Rosettenpflanze. Ihre Triebe sind kurz, kräftig und mehr oder weniger caudiciform. Sie weisen einen Durchmesser von 5 bis 10 Millimeter auf. Die dichten Rosetten sind 5 bis 10 Millimeter hoch und erreichen Durchmesser von 10 bis 35 Millimeter. Die schmal verkehrt eiförmigen Laubblätter sind gerundet oder etwas spitz zulaufend und verschmälern sich in eine lange stielähnliche Basis. Ihre Blattspreite ist 6 bis 15 Millimeter lang, 1 bis 3 Millimeter breit und 1 bis 3 Millimeter dick. Ihre Oberfläche ist dicht drüsig-flaumhaarig mit Haaren kleiner oder gleich 0,3 Millimeter Länge, klebrig und etwas papillös.

### Blütenstände und Blüten
Der Blütenstand besteht aus seitlich erscheinenden, einfachen und drüsig-flaumenhaarigen Blütentrieben und ist regelmäßig verzweigt. Die fünf- bis siebenzähligen Blüten stehen an drüsig-haarigen Blütenstielen von 3 bis 9 Millimetern Länge und erreichen einen Durchmesser von 2 bis 3 Millimeter. Ihre schmal länglichen, spitz zulaufenden Kronblätter sind 1,4 bis 2,6 Millimeter lang und 0,4 bis 0,6 Millimeter breit. Die Nektarschüppchen besitzen eine Länge von 0,9 bis 1,4 Millimetern und sind 1,3 bis 1,6 Millimeter breit. Ihre Spreite ist etwas zweilappig, verkehrt herzförmig, ausgefranst oder fein gezähnt und deutlich genagelt.

## Verbreitung und Systematik
Monanthes minima ist im Süden und Osten der kanarischen Insel Teneriffa in Höhenlagen von 80 bis 800 Metern verbreitet.
Die Erstbeschreibung als Petrophyes minima durch Carl August Bolle wurde 1859 veröffentlicht. Konrad Hermann Heinrich Christ stellte die Art 1888 in die Gattung Monanthes.
Synonyme sind Monanthes dasyphylla Svent. (1946), Monanthes adenoscepes Svent. (1960) und Monanthes wildpretii Bañares & S.Scholz (1991).
Es werden folgende Unterarten unterschieden:
- Monanthes minima subsp. minima
- Monanthes minima subsp. adenoscepes (Svent.) Bañares[4]

## Nachweise